# Атлантик-Біч (Флорида)
Атлантик-Біч (англ. Atlantic Beach) — місто (англ. city) в США, в окрузі Дювал штату Флорида. Населення — 13 513 особи (2020).

## Географія
Атлантик-Біч розташований за координатами 30°20′16″ пн. ш. 81°23′47″ зх. д. / 30.33778° пн. ш. 81.39639° зх. д. (30.337679, -81.396474).  За даними Бюро перепису населення США в 2010 році місто мало площу 33,61 км², з яких 9,05 км² — суходіл та 24,56 км² — водойми.

## Демографія
Згідно з переписом 2010 року, у місті мешкало 12 655 осіб у 5524 домогосподарствах у складі 3356 родин. Густота населення становила 377 осіб/км².  Було 6174 помешкання (184/км²).
Расовий склад населення:
| - 82,5 % — білих - 10,8 % — чорних або афроамериканців - 1,9 % — азіатів - 0,5 % — корінних американців - 0,1 % — вихідців з тихоокеанських островів - 1,4 % — осіб інших рас |

До двох чи більше рас належало 2,8 %. Частка іспаномовних становила 5,4 % від усіх жителів.
За віковим діапазоном населення розподілялося таким чином: 19,8 % — особи молодші 18 років, 62,8 % — особи у віці 18—64 років, 17,4 % — особи у віці 65 років та старші. Медіана віку мешканця становила 43,9 року. На 100 осіб жіночої статі у місті припадало 92,9 чоловіків;  на 100 жінок у віці від 18 років та старших — 91,0 чоловіків також старших 18 років.
Середній дохід на одне домашнє господарство  становив 114 656 доларів США (медіана — 70 786), а середній дохід на одну сім'ю — 142 752 долари (медіана — 90 899). Медіана доходів становила 50 533 долари для чоловіків та 42 344 долари для жінок. За межею бідності перебувало 8,5 % осіб, у тому числі 14,7 % дітей у віці до 18 років та 3,0 % осіб у віці 65 років та старших.
Цивільне працевлаштоване населення становило 7138 осіб. Основні галузі зайнятості: науковці, спеціалісти, менеджери — 21,8 %, освіта, охорона здоров'я та соціальна допомога — 17,9 %, мистецтво, розваги та відпочинок — 12,8 %, фінанси, страхування та нерухомість — 11,0 %.